# Корабль Тесея
Кора́бль Тесе́я, или парадо́кс Тесе́я. — парадокс, который можно сформулировать так: «Если все составные части исходного объекта были заменены, остаётся ли объект тем же объектом?»

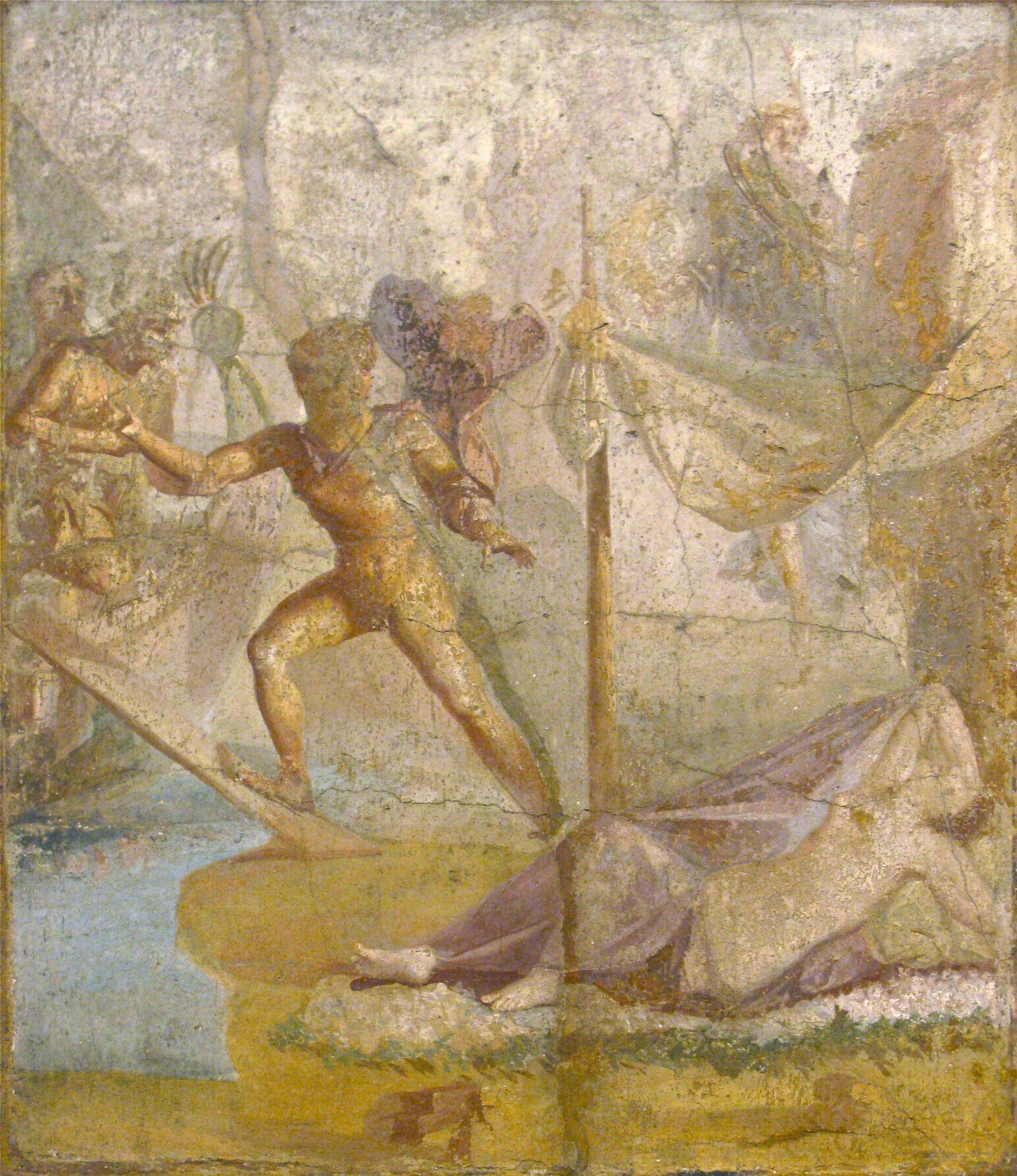
Фреска из Помпеи, изображающая побег Тесея и Ариадны с Крита

Согласно греческому мифу, пересказанному Плутархом, корабль, на котором Тесей вернулся с Крита в Афины, хранился афинянами до эпохи Деметрия Фалерского и ежегодно отправлялся со священным посольством на Делос. Перед каждым плаванием корабль ремонтировали, заменяя часть досок, и со временем все доски были заменены, что породило среди философов спор: остаётся ли корабль тем же самым или становится совершенно новым? Кроме того, возникает вопрос: если бы все заменённые доски сохранили и построили из них другой корабль, то какой из этих двух кораблей являлся бы настоящим?

## Предложенные решения
Разгадка парадокса — в неопределённости понятия «тот же». В зависимости от того, как его задать, будут разные ответы. Можно лишь обсуждать, какие определения соответствуют тем или иным представлениям о тождестве.

### Не существует идентичности (тождества) во времени
Эта идея утверждает, что два корабля, даже если они идентичны во всех отношениях, не могут быть тождественными, если они существуют в разные временные моменты. Каждый момент времени представляет собой уникальное «событие». Следовательно, корабли в гавани, даже без замены каких-либо частей, в любой момент времени не тождественны самим себе. Эта точка зрения радикально отрицает повседневное понимание идентичности, на которое опирается большинство людей в своей обыденной жизни.
Впервые эту мысль высказал греческий философ Гераклит, который сформулировал её на примере реки, описанном Арием Дидимом: «На входящих в те же самые реки притекают в один раз одни, в другой раз другие воды» (пер. А. Лебедева). Плутарх также цитирует Гераклита, утверждая, что невозможно дважды войти в одну и ту же реку, поскольку «из-за быстроты и скорости изменений она „рассеивается“ и снова „собирается“. Точнее, она не столько „снова“ и „потом“, сколько одновременно возникает и исчезает, „приближаясь и удаляясь“».

### Четыре измерения
Теодор Сайдер и другие философы предположили, что рассмотрение объектов, растягивающихся во времени как четырёхмерных причинных рядов трехмерных «временных срезов», могло бы решить проблему корабля Тесея, потому что при таком подходе все четырёхмерные объекты остаются численно идентичны самим себе, позволяя отдельным временным срезам отличаться друг от друга. Таким образом, вышеупомянутая река содержит различные трехмерные временные срезы, оставаясь численно идентичными себе во времени. Никто не может дважды войти в одну и ту же реку-время, но можно дважды войти в одну и ту же (четырехмерную) реку.

### Причины Аристотеля — постоянная идентичность с течением времени по окончательной причине
Согласно философской школе Аристотеля, существует несколько описывающих объект причин: форма, материал и суть вещи (которая, по учению Аристотеля, является самой важной характеристикой). Согласно этой философии, корабль остался тем же, так как его суть не поменялась, лишь изменился износившийся материал.
Корабль Тесея преследовал те же цели: мифически транспортировал Тесея и политически убеждал афинян в том, что Тесей когда-то был живым человеком, хотя его материальная причина со временем будет меняться. Эффективная причина в том, как и кем производится вещь, например, как ремесленники изготовляют и собирают что-то; в случае корабля Тесея рабочие, которые построили корабль в первую очередь, могли использовать те же инструменты и методы, чтобы заменить доски на корабле.
Согласно Аристотелю, «что это такое» вещи является её формальной причиной, поэтому корабль Тесея является «тем же» кораблем, потому что формальная причина или конструкция не меняется, даже если материя, используемая для «построить это», может меняться со временем. Таким же образом, для парадокса Гераклита, река имеет ту же формальную причину, хотя материальная причина (конкретная вода в ней) меняется со временем, а также для человека, который вступает в реку.

### Один корабль в двух местах
В этом решении как реконструированные, так и восстановленные корабли претендуют на идентичность с оригиналом, так как они могут проследить свою историю до него. Как таковые они оба идентичны оригиналу. Поскольку идентичность является переходным отношением, два корабля, следовательно, также идентичны друг другу и представляют собой один корабль, существующий в двух местах одновременно.

### Не атомная логика
Основной принцип логического атомизма состоит в том, что факты в мире существуют независимо друг от друга. Только если мы отрицаем этот принцип, тогда мы можем утверждать следующее: восстановленный корабль требует непрерывности частей с оригиналом с течением времени и поэтому, при отсутствии других аргументов, претендует на идентичность с оригиналом. Однако, когда реконструированное судно завершено и объявлено миру, оно предъявляет лучшие требования к непрерывности, что меняет статус восстановленного корабля, в результате чего он теряет свою идентичность с оригиналом.

### Определения «тот же»
Согласно этому решению, вещи могут быть «теми же» количественно и/или качественно. В таком случае, после смены доски корабль Тесея окажется количественно тем же, а качественно — уже другим кораблём. Проблема решения в том, что при введении слишком большого количества характеристик теряется любая возможность тождества (например, тот же корабль без всякой смены досок, изменив положение в пространстве, сможет считаться «другим» кораблём).

### Постепенная потеря идентичности
По мере того, как части корабля заменяются, идентичность корабля постепенно меняется, поскольку название «Корабль Тесея» является правдивым описанием только тогда, когда и корабль, и все его части непосредственно связаны с Тесеем и участвовали в его путешествии. Например, музейный хранитель перед любой реставрацией может с полной правдивостью сказать, что кровать в каюте капитана — это та же кровать, в которой когда-то спал сам Тесей; но после того, как кровать была заменена, это уже не так, и в этом случае претензия станет обманом, потому что другое описание будет более точным, то есть «Копия кровати Тесея». Новая кровать будет столь же чужда Тесею, как и совершенно новый корабль. Это верно для любой другой части оригинального судна. Поскольку части заменены, новый корабль уже не является оригинальным, причем различие будет все усиливаться по мере ремонта. Предложенная Гоббсом отреставрированная лодка, построенная из оригинальных частей, станет оригинальным кораблем, поскольку его части — это фактические кусочки материи, которые участвовали в путешествиях Тесея.

### Там нет корабля
Корабля не существует. «Корабль» — это ярлык для конкретной организации материи и энергии в пространстве и времени. Старый «корабль» — это просто концепт, созданный человеческим умом. Точно так же новый «корабль» (которому были заменены все его части) — ещё один аналогичный концепт. Если бы эти два концепта были совершенно одинаковыми, человеческий разум не смог бы их сравнить — сравнивать было бы нечего. Следовательно, старый корабль и новый корабль не должны совпадать по той простой причине, что люди могут сравнить эти два понятия друг с другом.